# یاچکوو
یاچکوو (به لاتین: Jaczków) یک روستا در لهستان است که در گمینا چارن بور واقع شده‌است.